# 로즈우드 학살
로즈우드 학살 (Rosewood Massacre)은 미국 플로리다 레비군 시골에서 1923년 1월의 첫주 동안 일어난 인종적 동기 흑인들의 학살과 흑인 마을의 파괴였다. 목격자 계정은 27명에서 150명의 더 높은 사망자 수를 제안했어도 최소한 6명의 흑인과 2명의 백인이 살해되었다. 로즈우드 마을은 인종 폭동으로서 현대의 뉴스 보고들이 특성을 나타낸 곳에 파괴되었다.
당시 폭동이 미국을 걸쳐 넓게 보고되었어도 몇몇의 공식 기록들이 사건을 기록했다. 생존자들, 그들의 후손들과 가해자들은 전부 수십년의 세월동안 침묵을 지켰다. 폭동이 일어난지 60년 후에 몇몇의 저널리스트들이 1980년대 초반에 그것을 보도했을 때 로즈우드의 이야기가 주요 언론 매체에 의하여 소생되었다. 생존자들과 그들의 후손들은 전부 로즈우드의 흑인 공동체를 보호하는 데 실패한 것으로 주를 고발하는 데 결성하였다. 1993년 플로리다주 입법부는 사건에 보고서를 의뢰하였다. 조사의 결과로서 플로리다주는 인종 폭력 때문에 그들이 피해를 입은 것으로 생존자들과 그들의 후손들을 보상하였다. 사건은 존 싱글턴 감독의 1997년 영화 《로즈우드》의 주제였다. 2004년 주는 로즈우드의 현장을 플로리다주 유산 기념물로 지정하였다.

## 배경

### 정착

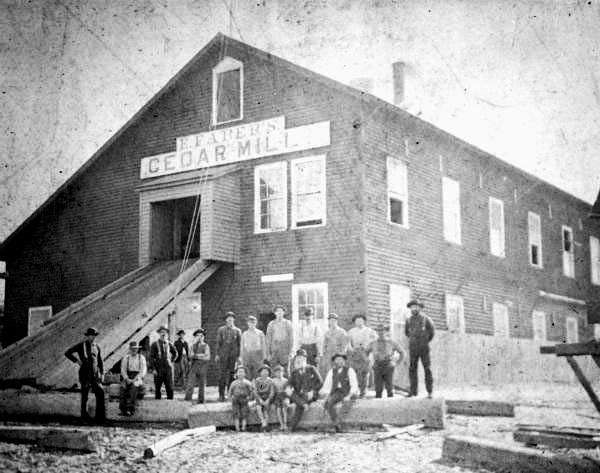
세다키에서 연필 공장은 지방 산업의 중요한 부분이었다.

1847년 로즈우드는 멕시코만 근처 세다키에서 동부로 9 마일 (14km)에 정착되었다. 지방 경제의 대부분은 재목 산업을 끌어들였다. 로즈우드의 이름은 자른 삼나무의 붉은 색을 말한다. 2개의 연필 공장들이 새다키 근처에서 창립되었다. 감귤류와 목화 재배는 물론 지방 주민들은 또한 섬너에서 3 마일 (4.8km) 떨어진 몇몇의 테레빈유 공장과 제재소에서 일하기도 했다. 그 작은 마을은 1870년 우체국과 플로리다 철도에 정거장의 건설을 보증할 만큼 충분히 커졌으나 도시로서 전혀 합병되지 않았다.
시초적으로 로즈우드는 흑인과 백인 둘다의 정착자들이 있었다. 1890년까지 지역에서 대부분의 삼나무들이 베어져 있었을 때 연필 공장들이 문을 닫고 많은 백인 거주자들은 섬너로 이주하였다. 1900년까지 로즈우드에서 인구는 우세하게 흑인이 되었다. 섬너의 마을은 우세하게 백인이었고 두 공동체 사이에 관계들은 상대적으로 우호적이었다. 로즈우드에서 둘의 흑인 가족들 - 고인스 가와 캐리어 가는 가장 권력적이었다. 고인스 가족은 지역에 테레빈유 산업을 가져왔고 몇년 안에 공격에 앞서 레비군에서 두번째로 가장 큰 지주들이었다. 백인 경쟁자들로부터 소송을 피하는 데 고인스 형제는 게인스빌로 이주하였고 로즈우드의 인구는 서서히 감소하였다. 캐리어 가족도 또한 큰 가족이었으며 주로 지방에서 벌채 반출업에서 일하였다. 1920년대까지 가깝게 지낸 공동체에서 거의 모두는 서로 먼 관계였다. 1915년 로즈우드의 인구는 355명에 최고조에 달했다. 플로리다주는 투표 등록을 위하여 높은 요구 사항에 의하여 20세기의 시작 이래 흑인 유권자들을 효과적으로 박탈하였다. 섬너와 로즈우드는 둘나 미국 인구조사국에 의하여 세어진 단일 투표 구역의 일부였다.
19세기 후반의 남부에서 흔했던 것처럼 플로리다주는 흑인과 백인의 공공 시설들과 교통을 갈라놓는 것을 요구한 짐크로 법 아래 법적 인종 분리를 부과하였다. 흑인과 백인 거주인들은 자신들 소유의 공동체 중심지들을 창조하였다. 1920년까지 로즈우드의 거주인들은 대부분 자급 자족했다. 그들은 3개의 교회, 하나의 학교, 하나의 메이소닉 홀, 하나의 테레빈유 공장, 하나의 제당소, 로즈우드 스타스로 이름을 가진 하나의 야구 팀과 그 중에 하나가 백인의 소유였던 잡화점이 있었다. 마을은 대략 다스의 나무 판자 주택, 다른 작은 2방의 주택들, 그리고 몇채의 작은 비어 있던 판자 농장과 저장 장치 구조들이 있었다. 어떤 가족들은 피아노, 오르간과 다른 중산층 번영의 상징을 소유하였다. 로즈우드의 생존자들은 그것을 행복한 장소로 기억한다. 1995년 생존자 로비 모틴은 79세의 나이에 자신이 거기서 어린이었을 때 "로즈우드는 모두의 집이 칠해진 마을이었다. 거기에는 당신이 걸어간 곳마다 장미들이었다. 사랑스럽다."라고 회상하였다.

### 플로리다주에서 인종적 긴장

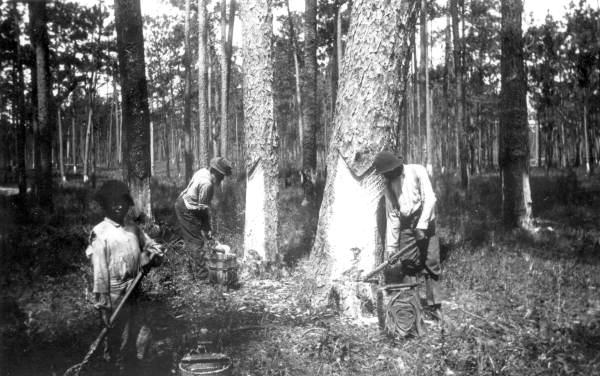
흑인 테레빈유 노동자들은 자신들이 희소해진 후에야 플로리다주에 머물도록 격려되었다.

플로리다주는 1922년 12월에 잘 알려진 사건을 포함하여 학살이 있기 몇년 전에 특히 흑인 남성들의 린치의 높은 수를 가졌다. 당시 인종 폭력은 국가를 통하여 공통적이었고 전체의 공동체에 법적 조치 혹은 공격들의 개별 사건으로 나타났다. 린치는 20세기의 시작 주위에 정점에 도달하였다. 백인들은 남부를 통하여 사회적 통제로서 그것을 이용하였다. 1866년 많은 남부의 주들처럼 플로리다주는 흑인 시민들을 박탈하는 흑인법 (Black Code)이 불리는 법률을 통과시켰다. 이것들이 빨리 뒤집어졌어도 흑인 시민들은 향상된 사회적 지위를 잠시 즐겼다. 19세기 후반까지 흑인의 정치적 영향력은 사실상 전무였다. 백인 민주당원들이 지배한 입법은 크게 전체의 가난한 투표인들을 박탈한 1885년 인두세를 통과시켰다. 정치적 권력을 잃은 흑인 투표인들은 이어진 세월에 자신들의 법적과 정치적 권력의 악화를 겪었다. 투표하는 데 권리 없이 그들은 배심원들로서 제외되었고 출마할 수 없어 효과적으로 정치적 진행으로부터 그들을 제외시켰다. 전체로서 미국은 급속한 사회 변화를 경험했는 데 북부에서 유럽 이민들의 유입, 산업화와 도시들의 성장과 정치적 실험이었다. 남부에서 흑인들은 자신들의 경제적 기회들의 부족과 2등 시민으로서 지위와 함께 증가적으로 불만스러워졌다.
플로리다주에서 선출된 공무원들은 백인 다수의 투표를 대표하였다. 너폴리언 보나파트 브로워드 주지사는 따로 사는 데 흑인들을 위하여 주의 외부의 위치를 찾는 것을 제안하였다. 제1차 세계 대전 동안 그리고 그 후 대이동에 수천명의 흑인들이 북부 (중서부 포함)로 이주하여 노동 시장을 불안하게 만들고 도시들로 더욱 급속한 변화들을 소개하였다. 그들은 펜실베이니아 철도, 철강 산업과 정육 포장 같이 많은 확장된 북부의 산업들에 모집되었다. 플로리다주의 지사들 파크 트래멜과 시드니 캐츠는 정통적으로 흑인들의 북부로 이동과 그 원인들을 무시하였다. 트래멜이 주의 지방 검사였던 동안 그의 기간이 기소되었던 동안 29개의 린치 중에 아무것도 저질러지지 않았고, 그가 주지사였던 동안 일어난 아무 21개도 아니었다. 캐츠는 백인 우월주의와 반가톨릭 감정의 플랫폼에 출마하였으며 전미 흑인 지위 향상 협회가 플로리다주에서 2개의 린치를 조사하는 데 그가 아무것도 안했다는 것을 불평했을 때 그들을 공공연히 비판하였다. 캐츠는 테레빈유와 재목 산업들이 노동력이 부족했을 때 자신의 전갈을 바꾸었다. 그는 흑인들이 주에 머무는 것과 함께 간청하기 시작하였다. 1940년까지 40,000명의 흑인들이 직업을 찾으러 플로리다주를 떠났으나 또한 인종적 분리의 억압, 자금 부족의 교육과 시설들, 폭력과 박탈을 피하기 위해서였다.
제1차 세계 대전을 위하여 미국의 군인들이 훈련이 시작되었을 때 많은 남부의 백인들이 흑인 군인들을 무장시키는 생각에 놀랐다. 흑인 군인들의 권리를 여기는 직면은 1917년 휴스턴 폭동에서 절정에 이르렀다. 독일의 선전은 그들의 "진짜" 적인 미국의 백인에게 등을 돌리는 데 흑인 군인들에게 용기를 주었다. 플로리다 대학교의 역사가 데이비드 콜번이 권력과 착취에 대한 것에 두려워하는 남부의 중심을 친 것을 주장하는 프랑스 여성들이 흑인 미군들과 성적으로 활동했다는 소문들이 미국에 도달하였다. 콜번은 로즈우드에서 일어난 인종들 사이에 성적 친밀감의 커져가는 우려를 연결한다. - "남부의 문화는 백인 여성들을 그 중심에 두고 그들의 행동의 순수함과 그들의 매너들이 그 문화의 세련을 대표한 관습과 가치의 집합을 주위로 건설되어 왔다. 여성에 공격은 남부의 가장 금기 만을 대표하는 것 뿐만 아니라 또한 남부 사회의 자연 자체를 해체하겠다고 위협했다." 성적의 금기의 위반은 남부에서 임박한 인종 전쟁의 백인들 중에 두려움을 키우는 데 흑인 시민들의 무장과 함께 즉시 합쳤다.
북동부와 중서부에서 도시의 중심지들로 흑인들의 유입은 그 도시들에서 인종적 긴장을 증가시켰다. 1917년과 1923년 사이에 미국을 통하여 다수의 도시들에서 인종 차별이 일어나 산업적 직업들을 위한 다른 인종 단체들 사이에 경제적 경쟁에 의하여 동기를 부여하였다. 처음이자 가장 폭력적 사례들 중의 하나인 1917년 일어난 이스트 세인트루이스에서 폭동이었다. 1919년 붉은 여름에서 직업들을 위한 경쟁과, 귀국한 두 인종의 제1차 세계 대전 베테랑들에 의한 직업과 주택의 경쟁과 새로운 유럽 이민들의 도착에 의하여 일으켜진 시카고, 오마하와 워싱턴 D. C.를 포함한 23개의 도시들에서 인종적 동기가 있는 폭도의 폭력이 일어났다. 더욱 나가서 백인들이 흑인의 그린우드 공동체를 공격했을 때 털사에서 소요가 발생하였다. 1921년 데이비드 콜번은 1923년까지 흑인들에 대한 2개 타입의 폭력으로 구별한다 - 북부의 폭력은 정총적으로 전체 공동체에 자발적인 폭도의 행동이었다. 반면에 남부의 폭력은 린치와 다른 초법적 행동들의 개별 사건의 형태를 취아쎠다. 콜번에 의하면 로즈우드 학살은 그 세월에 북부에서 더욱 일반적으로 저질러진 폭력을 닮았다.

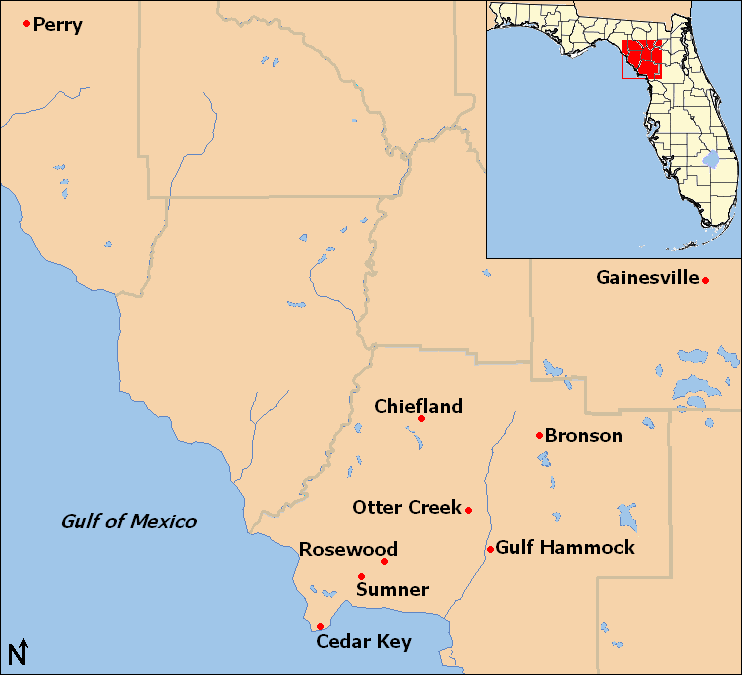
로즈우드와 둘러싼 마을들의 지도

1920년대 중반에 쿠 클럭스 클랜 (KKK)이 1915년 경에 부흥의 시작 후에 남부와 중서부에서 최대 회원 수에 도달하였다. 그 성장은 많은 자라나는 도시들에서 급속한 산업화와 사회적 변화로부터 부분적으로 긴장 때문이었다. 중서부와 서부에서 그 성장은 남유럽과 동유럽에서 온 새로운 이민자들의 경향의 경쟁으로 관련되었다. KKK는 잭슨빌과 탬파의 플로리다주 도시들에서 강했으며 마이애미 지부는 마이애미 컨트리 클럽에서 입문을 할 만큼 영향력이 있었다. 클랜은 또한 폭력이 재건 시대로 거슬러 올라가 오랜 전총을 가졌던 남부의 더욱 작은 마을들에서 번성하였다. 게인스빌 데일리 선의 편집자는 1922년 자신이 클랜의 회원이었다는 것을 인정하였고 인쇄에서 조직을 칭찬하였다.
캐츠 주지사의 태도의 변함에 불구하고 백인 폭도의 활동은 플로리다주 북부와 중부를 통하여 마을들에서 자주 발생하였고 지방 법 집행에 의하여 확인되지 않았다. 흑인 거주인들에 초법적 폭력은 그것이 드물게 보도되었던 가장 흔한 일이었다. 1920년 백인들은 매클레니에서 한 백인 여성을 강간한 것으로 고발당한 4명의 흑인 남성들을 감옥에서 제거하여 그들을 린치하였다. 동년 오코이에서 2명의 흑인 시민들은 선거가 열린 동안 투표소에게 가기 위하여 무장하였다. 대결이 계속되었고 한 백인 폭도가 오코이의 흑인 공동체를 파괴한 후 2명의 백인 선거 공무원이 총에 맞고 30명의 사망자 만큼 25개의 주택, 2개의 교회와 하나의 메이소닉 로지가 파괴되었다. 로즈우드 학살의 겨우 몇주 전에 1922년 12월 14일/15일 페리레이스 폭동이 일어났다. 한 백인 교사가 살해당한 후 플로리다주 페리에서 백인들은 찰스 라이트를 화형에 처했고 페리의 흑인 공동체를 공격하였다. 라이트의 린치에 이어진 날 백인들은 페리에서 다른 2명의 흑인들을 총쏘고 매달았다. 다음에 그들은 마을의 흑인 학교, 메이소닉 로지, 교회, 오락장과 몇몇의 가족들의 주택을 불태웠다.

## 로즈우드에서 사건들

### 패니 테일러의 이야기

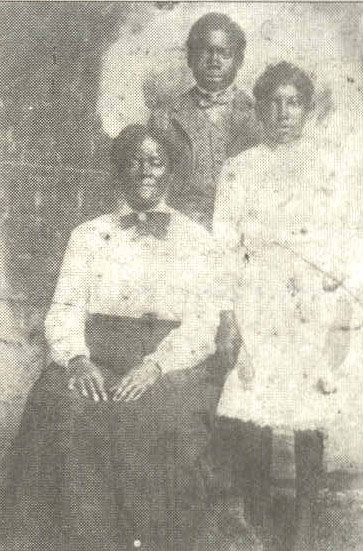
세라 캐리어 (왼쪽), 실베스터 캐리어 (중앙)와 그의 누이 윌리 캐리어 (1910년경)

섬너에서 한 백인 여성이 자신이 한 흑인 남성에 의하여 폭행을 당했다고 주장한 후 로즈우드 학살이 일어났다. 1923년 프랜세스 "패니" 테일러는 22세였고 섬너에 있는 커머 앤드 선스에 의하여 고용된 30세 장인 제임스에게 결혼하였다. 그들은 자신들의 2명의 자녀와 함께 거기서 살았다. 제임스의 직업이 아침 일찍이 어둠 동안 각각의 날 떠나도록 요청하였다. 이웃들은 패니 테일러를 "매우 특이한" 것으로 기억하였다. 그녀는 꼼꼼하게 깨끗했고 바닥들이 하얗게 빛나도록 표백제로 삼나무 바닥을 닦았다. 다른 여성들은 테일러가 냉담했음을 증명하였으며 아무도 그녀를 잘 알지 않았다.
1923년 1월 1일 테일러의 이웃은 아직도 어두웠을 때 그녀가 비명을 들었다는 것을 보고하여 그녀의 리볼버를 잡고 하얀 바닥을 가로질러 긁힌 자국과 함께 패니가 멍이 들고 매를 맞은 것을 찾으러 옆집으로 달려갔다. 테일러는 누군가 자신의 아기를 잡아야 했던 것을 소리치고 있었다. 그녀는 자신의 집에 한 흑인 남성이 있었으며 그가 뒷문을 향하여 와서 자신을 폭행했다는 것을 말하였다. 이웃은 아기를 찾았지만 아무도 그러지 않았다. 테일러의 시초적 보고는 그녀의 공격자가 얼굴로 자신을 때렸으나 강간하지 않았다는 것을 진술하였다. 섬너에서 백인들에 의하여 넓게 믿어진 그녀가 강간과 강도 둘다를 당했다는 소문들이 돌았다. 흑인 남성에 의하여 백인 여성의 강간 혐의는 남부에서 염증을 일으켰다. 이전의 날 클랜은 불타는 십자가와 "처음이자 항상 여성성을 보호하자"라고 읽어진 깃발 아래 게인스빌에서 50 마일 (80km) 떨어진 곳에 100명 이상의 두건을 쓴 클랜 남성들의 행렬과 집회를 열었다.
이웃은 또한 섬네에서 백인 여성이 "세라 아줌마"로 부른 테일러의 세탁부 세라 캐리어의 결석을 보고하였다. 캐리어의 손녀 필로미나 고인스는 수많은 세월 후에 패니 테일러의 관한 다른 이야기를 말하였다. 그녀는 그날 아침 평소처럼 테일러의 집에서 자신의 조모에 가입하였다. 그들은 정오 전에 아침 늦게 뒷문에 의하여 한 백인 남성이 떠나는 것을 보았다. 그녀는 테일러가 매를 맞은 증거를 보인 그녀의 집으로부터 나타났으나 침 이후에 그것은 좋았다고 말하였다. 캐리어의 손자이자 필로미나의 남동생 아넷 고인스는 어쩌다 그는 전에 백인 남성을 본 적이 있었다. 캐리어는 자신이 그날 본 것을 흑인 공동체에서 다른이들에게 말하였다. 로즈우드에서 흑인 공동체는 패니 테일러가 백인 연인을 가졌고 그들은 그날 싸워 그가 그녀를 팼다는 것을 믿었다. 남성이 테일러의 집을 떠났을 때 그는 로즈우드로 갔다.
레비군 보안관 로버트 일라이어스 워커는 부대를 키우고 조사를 시작하였다. 그들이 흑인 죄수 제시 헌터가 사슬의 죄수 집단으로부터 탈출한 것을 들었을 때 그들은 테일러의 공격에 관하여 그에게 의문하는 데 검색을 시작하였다. 세다키, 오터크리크, 치플랜드와 브론슨에서 온 남성들이 검색에 도움을 주는 데 도착하였다. 나중에 언급된 사건에 혼란 추가된 400명 만큼 많은 백인 남성들이 모이기 시작하였다. 보안관 워커는 그들 중 일부를 대리하였으나 전부 그들을 시작할 수 없었다. 워커는 근처의 죄수 수용소로부터 개들을 부탁하였으나 그 중 한마리의 개는 워커의 권한 없이 활동한 남성들의 단체에 의하여 이용되었을 것이다. 개들은 세라의 조카 에런 캐리어의 집으로 대략 100명에서 150명의 남성들의 단체를 지도하였다. 에런은 자신의 모친이 남성들에게 그를 죽이지 말라고 빌었던 집으로부터 끌려나왔다. 그는 차에 묶여 섬너로 끌려갔다. 보안관 워커는 많은이들이 술을 마시고 자신들의 권한에 행동했던 부대에 있는 남성들로부터 그를 제거하는 데 브론슨에 있는 군청에서 캐리어를 보호 구금하였다. 단체가 빠르게 통제 불능으로 자라날 것을 걱정한 워커는 또한 흑인 고용인들이 그들의 안전을 위하여 테레빈유 공장에서 머물도록 촉구하기도 했다.
당시 폭도가 된 백인 자경단의 단체는 지방 대장장이이자 테레빈유 공장에서 일을 한 팀원 샘 카터를 붙잡았다. 그들은 그가 탈출 사슬 죄수를 숨겼다는 것을 인정한 것으로 카터를 고문하였다. 카터는 자신이 사냥꾼을 데려간 숲에 자리로 인도하였으나 개들은 향기를 맡을 수 없었다. 많은 목격자들을 놀라게 어떤이가 얼굴에 카터를 치명적으로 총을 쏘았다. 단체는 지역에서 다른 흑인 남성들에게 상징으로서 나무로부터 카터의 절달된 몸을 매달았다. 어떤 폭도는 그의 옷으로부터 기념품들을 가져갔다. 생존자들은 테일러의 연인이 위기에 처하여 동료 베테랑이자 석공 에런 캐리어의 집으로 갔기 때문에 그가 로즈우드로 달아났다는 것을 암시하였다. 캐리어와 또다른 석공 카터는 수레의 뒤에 도망자를 덮었다. 카터는 가까이 강으로 그를 데려가 수레의 밖으로 나오게 하고 그러고나서 도망자의 향기를 따라간 개들에 의하여 지도된 폭도에 의하여 만나게 되는 데 집으로 돌아왔다.
샘 카터의 린치 후에 폭도는 에런의 사촌이자 세라의 아들 실베스터 캐리어를 길에서 만나 그를 마을의 외부로 데려갔다. 카터는 거부하였고 폭도가 움직였을 때 그는 보호를 위하여 가능한 만큼 많은 사람들을 모이게 하는 것을 제안하였다.

### 단계적 확대
폭도들을 해산하는 데 보안관 워커와 공장 감독 W. H. 필스버리의 노력들에 불구하고 백인들은 지속적으로 모였다. 1월 4일의 저녁 무장 백인 남성들의 폭도가 로즈우드로 가서 세라 캐리어의 집을 둘렀다. 그 집은 매트리스 아래 아래층에서 숨어있던 많은 어린이들을 포함하여 피난처를 찾는 대략 15명에서 25명의 사람들과 채워졌다. 어떤 어린이들은 그들이 크리스마스를 위하여 자신들의 조모를 방문하고 있었기 때문에 그 집에 있었다. 그들은 실베스터 캐리어에 의하여 보호되었고 가능적으로 캐리어가 아닌 다른 2명의 남성들이나 캐리어는 무장을 한 유일한 사람일 수 있다. 그는 자랑스럽고 독립적인 평판을 가졌다. 로즈우드에서 그는 방대한 인물이자 명사수, 사냥 전문가이자 단순하게 "Man"으로 불린 음악 교사였다. 많은 백인들은 그를 오만하고 무례한 것으로 숙고하였다.
실베스터 캐리어는 뉴욕 타임스에서 패니 테일러에 공격은 "니그로들이 방해받기 않고 할 수 있었던 예"였다는 것을 말했다고 보고되었다. 그가 말했는지 여부는 논쟁의 여지가 있으나 보고된 진술에 의하여 염증을 느낀 20명에서 30명의 백인 남성 단체들이 캐리어의 집으로 갔다. 그들은 로즈우드에서 흑인 공동체가 탈출범 제시 헌터를 숨기고 있었다는 것을 믿었다.
누가 먼저 총을 쏜 것에 대하여 충돌을 보고하나 폭도의 2명이 집에 접근한 후 누군가 발포하였다. 세라 캐리어는 머리에 총을 맞았다. 집에서 그녀의 9세 조카딸 미니 리 랭글리는 3일 일찍이 에런 캐리어가 집으로부터 끌려간 것을 목격하였다. 랭글리가 누군가 총에 맞은 소리를 들었을 때 그녀는 자신의 조모 에마 캐리어를 찾으로 아래층으로 내려갔다. 실베스터는 자신이 앞문을 보며 옷장을 덮개로 사용하면서 자신의 앞에 있는 장작 옷장에 미니 리를 놓았다. - "그는 숲에서 내 뒤에 있었고 그는 나의 어깨에 총을 놓았고 크래커들은 여전히 총을 쏘고 계속하고 있었다. 그는 나의 어깨에 그의 총을 놓았고 ... 나에게 이쪽으로 기대라고 말했고 그러고나서 폴리 윌커슨이 문을 걷어찼다. 그가 문을 걷어찼을 때 실베스터가 그것을 가지게 했기 때문이다."
여러 발포가 교환되었는 데 집은 총알과 가득했으나 백인들은 그것을 차지하지 않았다. 세라와 실베스터가 집안에서 숨진 채로 발견되었을 때 교착 상태가 다음날 아침까지 오래 지속되었다. 눈에 총을 맞은 한 어린이를 포함하여 다른 몇명은 상처를 입었다. 2명의 백인 남성들 폴리 윌커슨과 헨리 앤드루스가 살해되었다. 윌커슨은 문을 걷어차고 앤드루스는 그의 뒤에 있었다. 최소한 4명의 백인 남성들이 상처를 입었으며 한명은 치명적이었다. 캐리어의 집에서 남아있던 어린이들은 뒷문을 통하여 숲으로 향했다. 그들은 한번 비포장 도로를 건너고 그러고나서 그들이 로즈우드로부터 전체 모일 때까지 수풀 아래 숨었다.

### 로즈우드를 완전히 파괴하다

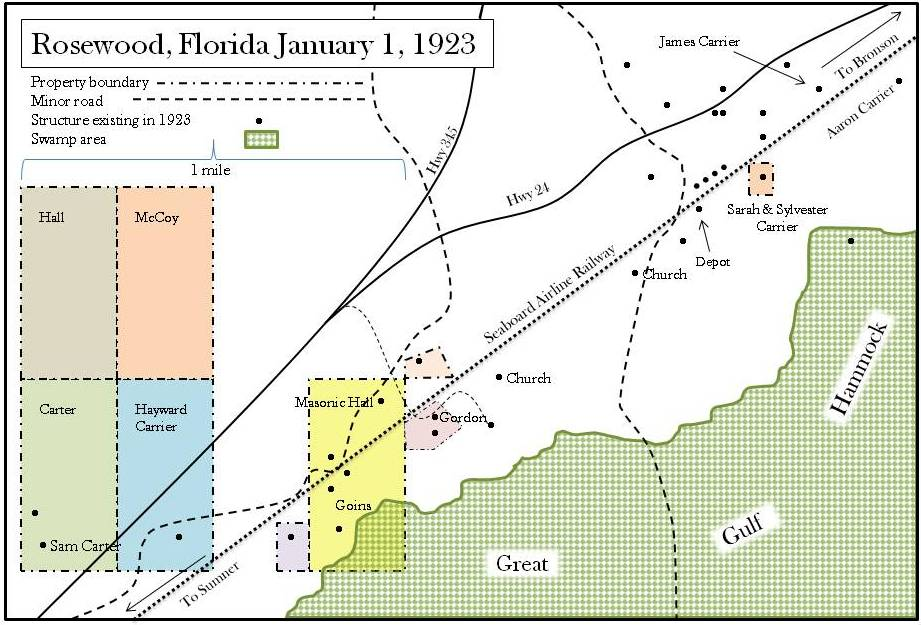
1923년 1월 1일에 나타난 로즈우드의 지도

캐리어의 집에서 무장 대치의 소식은 참여하는 데 주 전체로부터 백인 남성들을 끌어들였다. 보고들은 경쟁하는 사실들과 과장의 버전에서 세인트피터스버그 인디펜던트, 플로리다 타임스-유니언, 마이애미 헤럴드와 마이애미 메트로폴리스에 실렸다. 마이애미 메트로폴리스는 20명의 흑인과 4명의 백인들이 사망한 목록을 만들고 사건을 "인종 전쟁"으로서 특성을 나타냈다. 국가의 신문들도 또한 사건을 앞 페이지에 놓았다. 워싱턴 포스트와 세인트루이스 디스패치는 "중무장한 니그로들"과 "니그로 데스페라도"로 관련된 밴드를 묘사하였다. 정보의 대부분은 보안관 워커, 폭도의 소문들과 어소시에이티드 프레스로 자신들의 이야기들을 전송하는 비상근 기자들에게 다른 장식물들로부터 왔다. 무장 대치에 관한 상세는 특히 폭발적이었다. 역사가 토머스 다이에 의하면 "로즈우드에서 흑인들이 백인들에 맞서 무기를 들었던 아이디어는 딥사우스에서 생각할 수 없다"고 한다.
흑인 신문들은 다른 각도로부터 사건들을 보도하였다. 볼티모어에서 애프로아메리칸은 아프리카계 미국인의 영웅주의가 야만인의 공격에 맞선 행위를 강조하였다. 또다른 신문은 "로즈우드와 섬너 사이에 2명의 니그로 여성들이 공격을 당하여 강간을 당했다. 잔인한 폭도들의 성적 욕망이 충족되어 여성들은 목이 졸랐다."고 보고하였다.
로즈우드에서 백인 폭도는 흑인 교회들을 불태웠다. 필로미나 고인스의 사촌 리 루스 데이비스는 남성들이 안에 불을 지르고 있으면서 교회에서 종소리를 들었다. 폭도는 또한 로즈우드에서 백인 교회를 파괴하기도 했다. 많은 흑인 거주인들은 인근 늪으로 안전을 위하여 달아났으며 그들 중에 어떤이들은 잠옷 만을 입고 있었다. 윌슨 홀은 당시 9세였고 그는 이후에 아직도 어두웠을 때 아침 일찍이 자신의 모친이 틒으로 탈출하는 데 자신을 걷는 것을 이야기했다. 접근하는 백인 남성들의 차들의 빛이 수 마일 동안 보였다. 홀 가족은 걸프해목의 마을로 늪지대를 통하여 15 마일 (24km)을 걸었다. 생존자들은 그것이 플로리다주를 위하여 특이하게 추웠다는 것을 회상하고 주민들은 그들이 폭도를 피하는 데 침망으로 불린 숲이 우거진 지역에서 몇밤을 보냈을 때 고통을 겪었다. 샘 카터의 69세 미망인은 늪에서 이틀간 숨었고 그러고나서 치플랜드에서 자신의 가족에게 가입하는 데 편지를 실은 가방 아래 동정 우편 배달부에 의하여 이끌렸다.
몇백명의 백인 폭도는 흑인들을 위해 시골을 샅샅이 뒤졌고 로즈우드에서 거의 모든 건물을 불태웠다. 백인 남성들은 집들을 둘러싸기 시작하여 등유를 쏟아부어 불을 붙여 그러고나서 나타난 자들에 총을 쏘았다. 장티푸스와 병이 들었던 밝은 피부의 50세 여성 렉시 고든은 자신의 자녀들을 숲으로 보냈다. 그녀는 집이 폭도에 의하여 불이 붙은 후 집의 아래에서 숨어 달아났을 때 얼굴로 엽총 폭발에 의하여 살해되었다. 패니 테일러의 시동생 이 그녀의 살인자로 주장되었다. 1월 5일 더 많은 백인들이 지역에 모여 200명과 300명 사이의 폭도를 형성하였다. 어떤이들은 주의 외부에서 왔다. 브론슨 근처 20 마일 (32km) 떨어져 있던 밍고 윌리엄스는 백인들로 가득찬 차가 멈추어 그의 이름을 물었을 때 길가에서 테레빈유 수액을 걷고 있었다. 흑인과 백인 둘다 레비군의 많은 거주인들 중에 예절로서 윌리엄스는 자신의 주어진 이름보다 더욱 현저했던 별명을 이용하였고 자신의 별명 "하나님"으로 붙였을 때 그들은 그를 총쏘아 죽였다.
보안관 워커는 알라추아 보안관 P. G. 램지에게 보조인을 보내는 전갈을 보내는 데 폭력을 보도하는 뉴스 기자들과 변론하였다. 게인스빌에서 온 남성들의 차 한 대분이 워커를 보조하러 왔다. 많은 그들은 아마 주초에 클랜 집회에 참가했을 것이다. W. H. 필스버리는 섬너의 공장에서 필사적으로 흑인 노동자들을 두려고 했고 법외 폭력을 이용한 다른이들에 가입하는 것으로부터 백인 노동자들을 만류하는 데 존슨이라 불린 자신의 보조인과 일하였다. 보안관 워커에 의하여 보내진 무장 경비원들은 늪으로부터 나타나 집에 가려고 한 흑인들을 돕는 것을 거절하였다. 필스버리의 부인은 비밀적으로 주민들을 지역 외부로 밀수하는 도움을 주었다. 또한 아무에게 자신의 총을 빌려주는 것을 거부한 마을 이발사를 포함한 몇몇의 백인 남성들은 폭도에 가입하는 데 거절하였다. 그는 자신의 "손에 피가 묻는" 것을 원하지 않았다고 말하였다.

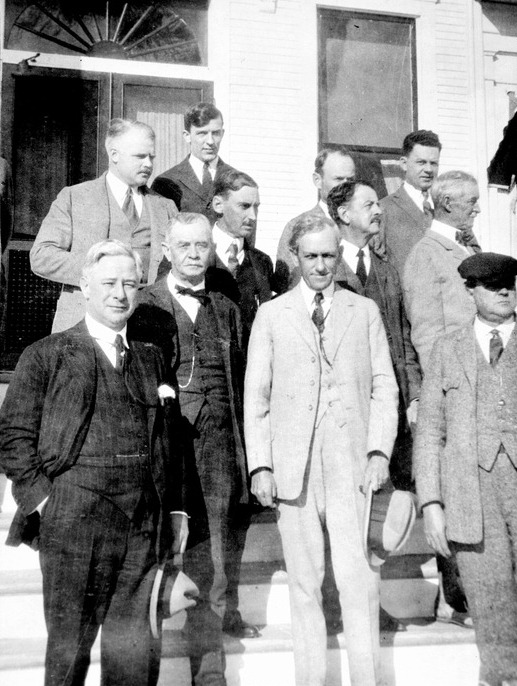
캐리 하디 주지사 (중앙, 백색 차림)는 보안관 워커의 모든 것이 괜챦았다는 말을 받아들이고 사냥 여행을 떠났다.

캐리 하디 주지사는 대기 중이었으며 상황을 무력화하는 데 미국 국가경비대를 명령하는 데 준비되었다. 알라추아의 보안관에게 자신의 전갈에 불구하고 워커는 자신이 "더욱 나가서 무질서"를 두려워하지 않았다는 전보에 의하여 하디에게 알리고 주지사에게 개입하지 말라고 촉구하였다. 부분적으로 북부의 강한 관심 때문에 주지사의 사무실은 상황을 추적 관찰하였다. 기록들은 하디 주지사가 보안관 워커의 말을 받아들이고 사냥을 떠났다는 것을 보여준다.
실베스터의 동생이자 세라의 아들 제임스 캐리어는 이전적으로 뇌졸중을 앓고 부분적으로 마비되었다. 그는 늪을 떠나 로즈우드로 돌아왔다. 그느 테레빈유 공장의 감독 필스버리에게 보호를 부탁하였다. 필스버리는 집에 그를 가두었으나 폭도가 캐리어를 찾아 만약 그가 탈출범 제시 헌터를 원조했는지 찾아내는 데 그를 고문하였다. 그들이 캐리어를 그의 무덤을 파도록 만든 후, 치명적으로 그에게 총을 쏘았다.

### 대피
1월 6일 백인 열차 차장 존과 윌리엄 브라이스는 게인스빌로 어떤 흑인 거주민들의 대피시키는 데 성공하였다. 형제는 열차에 대해 애착이 있었던 독립적으로 부유한 세다키 거주민들이었다. 그들은 로즈우드에서 주민들을 알았고 정규적으로 그들과 교역하였다. 그들이 지역을 지나가면서 브라이스 형제는 그들의 열차를 보이고 나팔을 불어 여성과 어린이들을 태웠다. 폭도들로부터 보복을 두려워 한 그들은 아무 흑인 남성들을 태우는 데 거부하였다. 많은 생존자들은 백인 잡화점 주인 존 라이트와 그의 부인 메리 조에 의하여 숨겨진 후 열차에 탔다. 다음 며칠 다른 로지우드 거주민들은 가능한 많은 마을 외부의 거주자로 라이트에게 운송을 요청한 보안관 워커에 의하여 촉진된 라이트의 집으로 달아났다.
리 루스 데이비스, 그녀의 누이와 2명의 형제들은 그들의 부친이 숲에 숨었던 동안 라이트 가족에 의하여 숨겨졌다. 폴리 윌커슨의 장례식의 아침 라이트 가족은 참석하는 데 어린이들을 홀로 두었다. 데이비스와 형제자매는 근처 마을 윌리에서 친척들과 숨는 데 살금살금 집을 나갔으나 라이트 가족의 집으로 돌아가기로 결정하였다. 그들이 돌아가는 길에 총을 든 남성들을 발견한 후 두려움에 미친 라이트 가족에게 다시 살금살금 갔다. 데이비스는 이후에 경험을 묘사하였다. - "난 깊은 물 속에 누워있었으며 그것은 우리가 하루 종일 앉었던 곳이다 ... 우리는 라이트씨의 집으로 돌아가려고 했다. 우리가 그의 집까지 다 온 후, 라이트 부부는 덤불 속에 완전히 빠져 있어 우리를 외치고 불렀으며 우리가 대답했을 때 그들은 매우 기뻤다." 몇몇의 섬너의 다른 백인 거주민들은 로즈우드의 흑인 거주민들을 숨기고 그들을 마을 외부로 밀수하였다. 게인스빌의 흑인 공동체는 많은 대피자들을 받아들여 열차역에서 그들을 기다려 그들이 내리면서 생존자들을 맞이하고 홑이불에 덮었다. 1월 7일 일요일 100명에서 150명의 백인 폭도는 로즈우드의 남아있는 수십개 정도의 구조물을 불태우러 돌아왔다.

### 응답

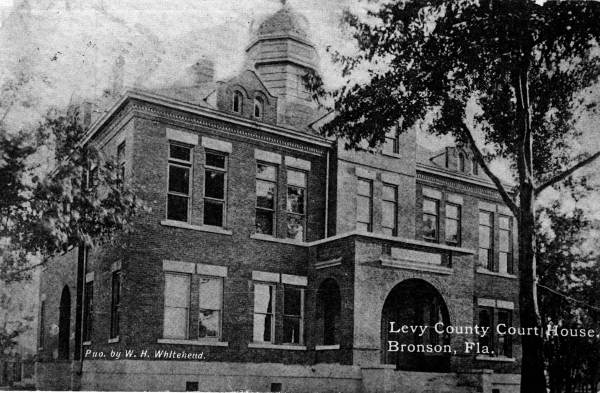
주지사의 대배심이 만나 기소할 사람을 찾지 못한 브론슨에 있는 레비군 대법원

많은 주민들은 폭력에 놀랐고 주의 지도자들은 주의 관광업에 부정적인 영향을 두려워했다. 캐리 하디 주지사는 로즈우드에서 돌발을 조사하는 데 특별 대배심과 특별 검사를 임명하였다. 1923년 2월 전체의 백인 대배심이 브론슨에서 회합하였다. 며칠간 그들은 8명이 흑인들이었던 25명의 목격자들을 들었으나 아무 가해자들을 기소하는 데 불충분한 증거를 찾았다. 사건을 통할한 재판관은 폭도들의 행동을 개탄하였다.
주의 말기까지 로즈우드는 더 이상 주요 백인 신문들의 첫 페이지를 만들지 않았다. 미국에서 가장 영향적인 흑인 신문 시카고 디펜더는 로즈우드의 "인종 전쟁"에서 19명이 사망하고 "테드 콜"이라 불린 군인이 린치 폭도들을 싸우는 데 나타나고 그러고나서 사라졌다고 보고하였으며 이 보고가 존재한 후 그의 존재에 대한 확인이 없다. 사건을 요약한 플로리다주에서 몇몇의 신문들에 몇몇의 사설들이 나타났다. 게인스빌 데일리선은 백인들이 연루된 행동을 정당화하여 "지금과 영원히 이해가 되도록 하여 잔인하게 죄가 없고 어찌할 수 없는 여성을 폭행하는 백인이나 흑인이나 개의 죽음으로 죽을 것이다."라고 썼다. 지역에서 백인들의 과잉에 대한 드문 논평에서 탬파 트리뷴은 그것을 "레비군의 주민들에 더럽고 오래가는 오점"이라고 불렀다.
북부의 간행물들은 법의 붕괴에 더 기꺼이 주목하고 있었으나 많은 것들이 남부에서 후진적 사고방식에 기인하였다. 내슈빌 배너가 로즈우드에서 사건들을 북부의 도시들에서 최근의 인종 폭동과 비교했던 동안 사회주의 신문 뉴욕 콜은 "세상의 어떤 부분들에서 놀랍게도 문화적 진보가 거의 이루어지지 않았나"를 주목하였다. 남부 감리교에 의하여 결성된 애틀랜타에서 3일간 회의는 비슷하게 로즈우드에서 혼란스러운 한주를 비난한 성명서를 발표하였다. 그것은 "따라서 여성의 지능은 재배되어야 하고 여성성의 순수함과 존엄성은 둘다 인종의 단일 표준 유지에 의하여 보호되어야 한다."고 결론을 내렸다.
공식적으로 기록된 1923년 1월의 첫주의 사망자수는 8명 (6명의 흑인과 2명의 백인)이었다. 역사가들은 이 수에 관하여 불동의한다. 어떤 생존자들의 이야기들은 최대 27명의 흑인들이 살해되었을 수 있다고 주장하고 신문들이 백인 사망에 관한 총수를 보고하지 않았다고 주장한다. 캐리어 가족의 집의 포위 공격에 있었던 미니 리 랭글리는 그녀가 집을 떠났을 때 자신이 현관에서 많은 백인들의 시체를 밟았다는 것을 회상한다. 몇몇의 목격자들은 흑인들과 채워진 대량 무덤을 보았다는 것을 주장하고, 한명은 세다키로부터 26체를 덮은 쟁기를 가져온 것을 기억한다. 하지만 당국이 이러한 주장들을 조사했을 때까지 목격자들의 대부분이 사망하거나 이야기들을 확인하는 데 현장으로 그들을 지도하는 데 너무 늙고 허약하였다.
에런 캐리어는 1923년 초순에 몇달간 감옥에 수감되었다. 그는 1965년에 사망하였다. 제임스 캐리어의 에마는 손과 손목에 총을 맞고 열차에 의하여 게인스빌에 도달하였다. 그녀는 전혀 회복하지 못하고 이듬해 사망하였다. 세라 캐리어의 헤이우드는 로즈우드에서 사건들을 보지 않았다. 그는 사냥 여행을 하고 있었고 자신이 돌아왔을 때 그의 부인, 동생 제임스와 아들 실베스터가 전부 살해되고 자신의 집이 백인 폭도에 의하여 파괴되었다. 로즈우드에서 일어난 것을 배움의 충격에 이어 헤이우드는 자신 외에는 누구에게도 거의 말하지 않았다. 그는 어쩌다 옷을 벗고 가족을 떠나 방황하였다. 그의 손자 아넷 고인스는 그가 슬픔에 억매이지 않았는 줄 알았다. 헤이우드는 학살이 있던 1년 후에 사망하였다. 탈출범 제시 헌터는 전혀 찾아지지 않았다. 많은 생존자들은 다른 도시들로 다른 방향에 달아났고 백인들이 자신들을 찾아낼 것에 두려움으로부터 몇명은 자신들의 이름들을 바꾸었다. 아무도 로즈우드에 사는 데 돌아오지 않았다.
패니 테일러와 그녀의 남편은 다른 제재소 마을로 이주하였다. 그녀는 자신이 암으로 굴복했을 때까지 자신의 이후의 세월에 "매우 긴장"하였다. 존 라이트의 집은 로즈우드에서 남아있는 유일한 구조였다. 그는 그 안에 살았고 마을과 생존자들 사이에 밀정으로 활동하였다. 그들이 마을을 떠난 후, 그들의 대지의 거의 전부가 세금을 위하여 팔렸다. 메리 조 라이트는 1931년 경에 사망하였다. 존은 알콜과 문제를 일으켰다. 그는 생존자들을 보조하는 것으로 배척과 조롱을 당했다. 그는 세다키에서 한밤에 술을 너무 마신 후 사망하여 섬너에 있는 표시 없는 무덤에 안장되었다. 섬너에 있는 제재소는 1925년 불타버렸고 소유자들은 작업을 패스코군에 있는 래쿠치로 옮겼다. 폭도의 행동에 참가자들은 물론 어떤 생존자들은 거기에 제재소에서 일하러 래쿠치로 갔다. W. H. 필스버리가 그들 중에 있었고 그는 전 섬너 거주민들에 의하여 조롱을 당했다. 더 이상 감독 권한이 없던 필스버리는 회사에 의하여 일찍이 퇴직하였다. 그는 잭슨빌로 이주하여 1926년에 사망하였다.

## 침묵의 문화

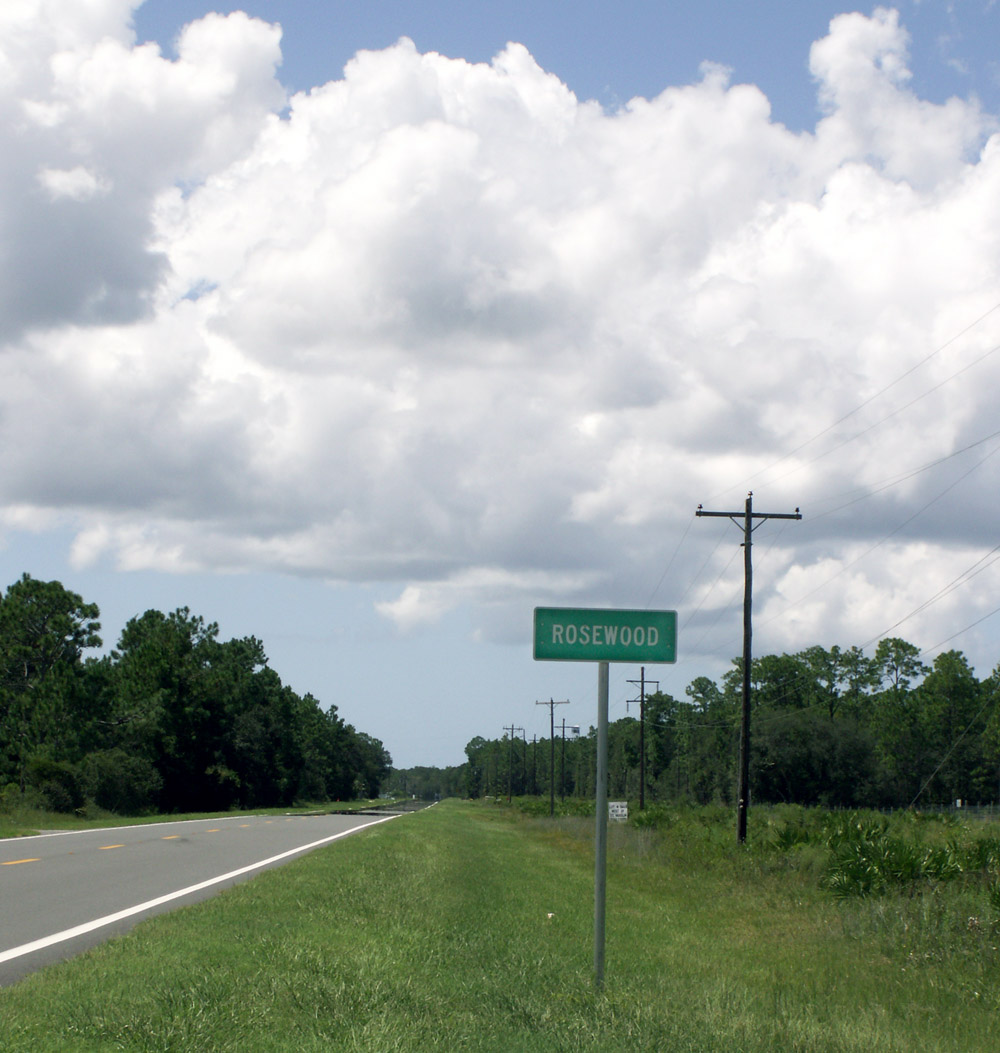
로즈우드를 위한 고속도로 표지

백인과 흑인 둘다의 신문들에서 전국적으로 뉴스 보도에 불구하고 사건, 그리고 작은 버려진 마을이 망각에 빠졌다. 생존자들의 대부분은 플로리다주의 도시들 곳곳에 흩어졌고 아무것도 없이 다시 시작하였다. 어린이들을 포함한 많은이들은 겨우 먹고 살만큼 다양한 종류의 직업들을 택하였다. 교육은 소득을 얻기 위하여 희생해야 했다. 결과로서 로즈우드 생존자들의 대부분은 육체 노동 직업을 택하고 가정부, 구두닦이로 혹은 감귤류 공장이나 제재소에서 일하였다.
로즈우드 학살 후에 생존자들의 경험들이 달랐어도 무슨 일이 일어났는지 공개적으로 인정되지 않았다. 샘 카터의 조카딸 로비 모틴은 1923년 1월 3일 로즈우드에서 20 마일 (32km) 떨어진 치플랜드로 자신의 부친이 그녀를 열차에 놓았을 때 7세였다. 모틴의 부친은 그날 창고로 가는 길에 로즈우드의 도심을 피하여 모틴이 믿는 결정은 그들의 생명을 구했다. 모틴의 부친은 플로리다주 남부에 있는 리비에라비치에서 10년 후에 그들을 만났다. 아무 가족의 일원도 로즈우드에서 사건들에 관하여 전혀 말하지 안았으며 모틴의 조모로부터 주문에 "그녀는 만약 누군가 우리가 어디서 왔는지 알았다면 그들은 우리에게 올지 모른다."고 한다.
침묵은 흑인 가족들 중에 구술사의 관행으로 예외였다. 미니 리 랭글리는 제임스와 에마 캐리어가 자신의 부모로서 알았다. 그녀는 60년간 자신의 자녀로부터 이야기를 유지하였다. - "난 그들이 내가 겪은 일을 아는 것을 원하지 않았고 그들 중 아무와도 논의하지 않았다 ... 난 그냥 그들이 내가 어떤 길로 올라오나 아는 것을 원하지 않았다. 그는 백인들이 우리를 우리의 집으로부터 나가는 것을 원하는 것을 그들이 아는 것을 원하지 않았다." 그녀가 백인들을 신임하기 시작하기 전에 수십년의 세월이 지나갔다. 어떤 가족들은 로즈우드에 관하여 말했으나 말해진 이야기를 금하였다. 아넷 닥터는 패니 테일러가 자신이 폭행을 당했다는 것을 주장한 날 세라 캐리어와 함께 하고 실베스터 캐리어와 집에 있었던 자신의 모친 필로미나 고인스 닥터로부터 이야기를 들었다. 그녀는 크리스마스마다 자신의 자녀에게 로즈우드에 관하여 말하였다. 닥터는 자신의 모친의 이야기에 의하여 소멸되었으며 그는 그것에 대해 이야기하는 것에서 논의되는 것 만으로 자신의 이모들에게 그것을 가져올 것이었다.
1982년 세인트피터스버그 타임스에서 온 조사 기자 게리 무어는 이야기를 찾으러 탬파 지역으로부터 세다키로 차를 몰고 갔다. 세다키의 "우울한 분위기"에 그가 현지인에게 소감을 남기고 거의 절반의 20세기의 시작에 거의 절반이 흑인으로 지내왔을 때 왜 남부의 마을이 전부 백인들이었나르 의문하자 현지 여성은 "난 당신이 무엇을 위하여 파고 있는지 압니다. 당신은 내가 그 학살에 관하여 이야기를 하도록 합니다." 라고 답변하였다. 무어는 흥미를 가지게 되었다. 그는 자신의 모친에게 말하지 않으면서 했던 현장으로 방문에 자신에게 가입하는 데 아넷 닥터를 설득할 수 있었다. 무어는 쓰여졌거나 말해진 역사로부터 사건의 실종을 언급하였다. - "감각의 한주 후에 1923년 1월의 주들은 가족의 옷장에서 언급할 수 없는 어떤 해골처럼 플로리다주의 의식에서 완전히 떨어진 것 같다."
필로미나 고인스 닥터는 자신의 아들이 무엇을 했는지 찾아냈을 때 그녀는 격분했고 그를 부인하는 데 위협하고 그르 흔들고 그러나서 그를 쳤다. 한해 후에 무어는 이야기를 CBS의 〈60 Minutes〉로 가져갔고 조엘 번스타인에 의하여 제작되고 아프리카계 미국인 저널리스트 에드 브래들리에 의하여 서술된 작품에 대한 배경 기자였다. 필로미나 닥터는 그녀의 가족 일원들을 불러 무어의 이여기와 브래들리의 텔레비전 엑스포는 거짓말로 가득찼다는 것을 선언하였다. 플로리다 대학교에서 심리학자는 주의 청문회에서 이후에 로즈우드의 생존자들이 외상 후 스트레스 장애의 기호들을 보였다는 것을 증언하여 비밀에 의하여 악화되었다. 사건 후에 많은 세월에 그들은 자신들이 무관심의 발작으로 산재된 자신들의 자녀에 대하여 구체적으로 표현한 백인들과 어울렸던 것에 관한 두려움, 거부 및 과잉 경계를 나타냈다. 이런 특성들에 불구하고 생존자들은 자신들이 쓰라리지 않도록 로즈우드에서 공격에 이어 자신들의 생명으로 적분으로 종교적 믿음을 세었다. 로즈우드에 관하여 저서한 마이클 도소는 "모두가 자신들의 방향에서, 자신들의 말에서 만약 자신들이 쓰라려지게 허용한다면 미워하는 것을 말했으며 그것은 그들을 먹어치울 것이다."라고 말하였다. 로비 모틴은 이 방향으로 자신의 과거를 묘사하였다. - "난 인생이 나에게서 많은 것을 빼앗아갔기 때문에 나의 인생에서 무엇이 매우 잘못되었다는 것을 알았다. 그러나 난 화가 나거나 아무것도 아니었다."
로즈우드의 유산은 레비군에 남아있었다. 수십년의 세월에 아무 흑인 거주민들도 세다키 혹은 섬너에 살지 않았다. 세다키 비콘의 백인 편집자 로빈 래프티스는 무어의 이야기를 인쇄하면서 열린 포럼에 사건들을 놓으려고 했다. 그녀는 많은 세월 동안 일화들을 수집해 왔고 "숲 밖에서 일어났던 일들. 그것에 대해 의심의 여지가 없다. 얼마나 나쁘나? 우리는 모른다 ... 그래서 나는 '좋아, 모두들, 만약 우리가 실수로부터 배우지 않는다면 그것들을 반복할 운명 때문에 난 해골들과 함께 옷장을 열고 있다.'고 말하였다."고 말하였다. 래프티스는 "우리는 어떻게 당신과 당신의 자녀를 잡을 수 있는지 알아요. 필요한 것은 일치입니다."고 읽어진 기록을 받았다. 플로리다 대학교 역사가 데이비드 콜번은 "무엇이 발생할지 거주민들과 그들의 친척들과 부정의 틀이 있으며 그들이 몇몇의 경우에 우리에게 말했던 사실에 그들은 그것에 관하여 이야기하는 것을 원하지 않고, 그들은 연루된 아무도 식별하는 것을 원하지 않았으며 다른 곳으로부터 연루된 자들을 말하는 데 경향이 있기도 하다."고 진술하였다.
1993년 한 흑인 부부가 워싱턴 D. C.로부터 로즈우드로 퇴직 생활을 하였다. 그들은 워싱턴 포스트에게 "우리가 전까지만 해도 치플랜드에서 친구가 있었을 때 그들은 항상 어두워지기 전에 떠나기를 원하였다. 그들은 어두운 후에 로즈우드에 있는 것을 원하지 않았다. 우리는 항상 의문했으나 사람들은 왜 그런가 말하지 않을 것이다."고 말하였다.

## 정의를 추구하다

### 로즈우드를 포함하는 역사
필로미나 고인스 닥터는 1991년에 사망하였다. 그때까지 그녀의 아들 아넷은 로즈우드에서 사건들과 함께 "집착"하게 되었다. 그가 원래 로즈우드 주장들의 실정으로부터 제외되었어도 그는 이것이 홍보로 밝혀졌을 때 포함되었다. 그 시점에서 실정은 플로리다주의 가장 큰 법률 회사들 중의 하낭 의하여 프로보노에 접수되었다. 1993년 회사는 아넷 고인스, 미니 리 랭글리와 다른 생존자들을 대표하여 그들과 그들의 가족을 보호하는 데 실패로 주 정부에 대한 소송을 제기하였다.
생존자들은 사건으로 관심을 넓히기 위하여 홍보 캠페인에 참가하였다. 랭글리와 리 루스 데이비스는 1993년 마틴 루터 킹 주니어 탄생일에 모리 포비치 쇼에 나왔다. 게리 무어는 3월 7일 마이애미 헤럴드에 로즈우드에 관한 또다른 기사를 발행하였다. 그는 그것을 발행하는 데 대략 한해 동안 신문의 편집자들과 협상해야 했다. 처음에 그들은 사건이 일어났다는 회의적이었고 두번째로 마이애미 헤럴드의 로리 로사 기자가 대부분의 생존자들이 제외되면서 기만적인 주장 사건이 되는 데 1992년 12월 무엇이 증명된 것에 첫 단계에 보고하였다. "정말 그런 일이 일어난다면 우리는 그것이 책에 온통 나타날 것을 알아낸다."고 편집자가 말하였다.
아넷 닥터는 전세계에서 온 텔레비전 기자들에게 인쇄하는 데 로즈우드의 이야기를 했다. 그는 캐리어 가족의 집의 포위에 사망한 수는 물론 로즈우드에서 역사적 거주민들의 수를 올렸다. 그는 문화적 중심지로서 애틀랜타로 비교하면서 마을의 동시대의 중요성을 과장하였다. 닥터는 로즈우드를 뉴스에 간직하기를 원하였다. 그의 계정은 거의 변경되지 않은 상태로 인쇄되었다. 역사가 토머스 다이에 의하면 닥터의 "NAACP를 포함하여 그의 많은 명료하고 심장이 뛰는 텔레비전 출연과 함께 주 전역의 그룹에 대한 강제 주소는 로즈우드에 관하여 무엇을 하는 데 ... 입법에 강렬한 압력을 놓았다."고 한다. 1996년 12월 닥터는 잭슬빌비치에서 열린 회합에서 30명의 여성과 어린이들이 로즈우드에서 생매장 되었고 저널리스트 게리 무어에 의하여 그의 사실들이 확인되었다는 것을 말하였다. 그는 무어가 관중에 있었던 것을 배우는 데 부끄러웠다. 홀랜드 앤드 나이트 법률 사무소는 주장 사건을 지속하면서 그들은 입법으로 주장에서 1923년 폭력의 당시 살았던 주민들인 13명의 생존자들을 대표하였다.
1993년 1월 1일 소송은 제출 마감일을 놓쳤다. 플로리다주 연방 하원의 연사는 공정한 청구서가 평가될 수 있으면서 보고를 연구하고 마련하는 데 단체를 의뢰하였다. 그것은 인터뷰와 필기를 포함한 연구를 하는 데 거의 1년이 걸렸다. 1993년 12월 22일 플로리다 주립 대학교, 플로리다 A&M 대학교와 플로리다 대학교에서 온 역사가들이 로즈우드 학살에 100 페이지 (첨부 문서의 400 페이지와 함께)의 보고를 하였다. 그것은 유효한 기본 문서와 대부분 사건의 흑인 생존자들과 인터뷰들에 기초를 두었다. 생존자들에 의한 주장의 접수에 이어 세다키와 섬너의 거주민들에 의하여 받아진 언론의 관심 때문에 백인 참가인들은 역사가들에게 인버뷰들을 제공하는 것으로부터 낙담하였다. 보고는 죽었던 이래 세다키의 거주민 제이슨 매켈빈에 의한 사건들의 녹화된 설명과 1923년 고등학교에 있었고 샘 카터의 린치에 일어났던 에니스 패럼과 인터뷰를 이용하였다. 패럼은 그는 자신이 전혀 의문되지 않았기 때문에 자신이 전혀 사건에 관하여 말한 적이 없다고 말하였다. 보고는 "1923년 1월 플로리다주 로즈우드에서 일어난 사건의 문서화된 역사"라는 타이틀이 붙었다. 로즈우드 사건을 새로 열은 세인트피터스버그 타임스에서 1982년 이야기를 쓴 조사 저널리스트 게리 무어는 보고에서 명백한 오류를 비판하였다. 의뢰받은 단체는 공개 토론 없이 이 중 가장 심각한 것을 철회하였다. 그들은 플로리다주 섭정 위원회로 최종의 보고를 보내고 그것은 입법 기록의 일부가 되었다.

### 로즈우드 피해자들 대 플로리다주의 상태
플로리다주의 인종 폭력의 피해자들을 보상하는 데 청구서 고려는 아무 미국의 주들에 의하여 처음이었다. 상대들은 청구서는 위험한 선례를 세우고 로즈우드에서 사건과 함께 상관이 없던 플로리다주의 주민들에 생존자와 후손들을 지불할 책임을 지게 했다고 주장하였다. 플로리다주의 상태를 대표한 제임스 피터스는 법률이 많은 세월 전에 사망한 - 보안관 워커와 하디 주지사 - 소송에 임명된 집행 공무원들을 임명했기 때문에 공소시효를 적용했다는 것을 주장하였다. 그는 또한 보고의 보고서의 단점에 의문을 제기하였다. 역사가들이 보상을 염두에 두고 그것을 쓰지 않도록 지시를 받았어도 그들은 보안관 워커와 하디 주지사의 행동에 대한 결론을 제시하였다. 보고는 법률 전문가에 비해 역사가들에 의하여 이끌어진 조사들에 기초를 두었다. 그들은 이후 사망한 목격자들로부터 전뭄이었던 정보에 경우들에 의존하였다. 비평가들은 어떤 보고의 작성자들이 자신들의 인터뷰들에서 지도적인 의문들을 했다는 것을 생각하였다.
법안의 감정과 동의한 입법자들 마저 로즈우드에서 사건들이 시대의 전형적이었던 것을 단언하였다. 게리 무어에 의하여 인터뷰된 한 생존자는 만약 전체의 세계가 로즈우드 사건이 아니었다면 로즈우드를 예외로 뽑으라고 말하였다. 플로리다주 하원들 앨 로슨과 미겔 데 그란디는 아메리카 인디언 혹은 백인들의 손에 잔학 행위를 겪은 노예들과 달리 로지우드의 거주민들은 지방과 주의 법률 집행의 보호를 받아 마땅한 세금을 내고 자급 자족할 수 있는 시민들이었다는 것을 주장하였다. 거의 같은 시간에 흑인들의 폭도 린치가 있던 동안 자발적인 경향이 있었고 로즈우드의 사건은 며칠에 걸쳐 연장되었다는 것을 빠르게 결론을 내렸다. 어떤 입법자들은 쿠 클럭스 클랜의 일원들에게서 왔다고 주장하는 일부를 포함한 혐오 메일을 받았다. 한 입법자는 그의 사무실은 10명 중 1명 반대의 비율과 함께 청구서에 전례 없는 반응을 받았다는 것을 주목하였다.
1994년 주 입법부는 청구서의 장점을 논의하는 데 청문회를 열었다. 리 루스 데이비스는 고백이 있기 몇달 전에 사망하였으나 미니 리 랭글리, 아넷 고인스, 윌슨 홀, 윌리 에번스와 로즈우드에서 온 몇몇의 후손들은 증언되었다. 다른 목격자들은 생존자들이 외상 후 스트레스 장애를 겪었다는 것을 증언한 플로리다 대학교에서 온 임상 심리학자와 재산 피해 규모 증언을 제공한 전문가들이었다. 랭글리가 처음이라고 말했던 청문회실은 저널리스트들과 보고적으로 그 진술에 매료된 방관자들로 가득 찼다. 어니스트 패럼은 또한 자신이 무엇을 보았던 것에 관하여 증언하였다. 자신이 샘 카터의 사망에 관한 법률 집행에 의하여 연락되었을 때 구체적으로 의문되었을 때 패럼은 증언이 있기 2주 전에 카터의 사망에 청문회로 자신이 연락되었다는 것을 회신하였다. 샘 카터를 위한 검시관의 조사는 1923년 1월 그가 총을 맞은 후의 날 이루어졌다.
전부의 증거를 들은 후, 플로리다주 입법부를 위한 증언에 통할한 특별 조사관 리처드 힉슨은 주는 로즈우드의 전 거주민들에게 배상하는 데 "도덕적 의무"르 가졌다는 것을 선언하였다. 그는 "난 진실적으로 그들이 보상에 신경썼다고 생각하지 않는다. 난 그들이 자신들에게 무슨일이 일어난 것에 관하여 알려지는 데 단순하게 진실을 원했다고 생각한다 ... 그들이 50 센트 혹은 100 아니면 5천만 달러를 받았는지 ... 그것을 중요하지 않았다."고 말하였다.
플로리다주에서 흑인과 히스패닉 입법자들은 로즈우드 보상 청구서를 원인으로 삼았고 로턴 차일스 주지사가 청구서를 위하여 투표하는 데 하원 민주당원들에 압력을 가했을 때까지 그를 지지하는 것을 거부하였다. 차일스는 자신이 초창기부터 보상 청구서를 지지하고 입법 간부 회의는 이전적으로 그의 보건 계혁을 위하여 자신들의 지지를 약속하면서 기분이 상했다. 입법부는 법안을 통과시켰고 차일스 주지사는 생존자와 그들의 후손들에게 보상하는 데 2억 1천만 달러 패키지의 로즈우드 보상 청구서를 서명하였다. 7명의 생존자들은 그들의 가족 일원들은 차일스가 다음과 같이 말하는 데 서명식에 있었다.

이 생존자들과 그들의 가족들의 힘과 의지 때문에 장기적 침묵이 결국 깨지고 그림자가 걷혔다 ... 잊혀진 대신 그들의 증언 때문에 로즈우드 이야기는 우리의 주를 걸쳐 그리고 우리의 국가를 걸쳐 알려졌다.  이 입법은 다가올 세대에 의하여 로즈우드의 비극이 전혀 잊혀지지 않을 것을 확신한다.

원래 생존자들에게 보상 총액은 논란을 불어일으킨 7백만 달러였다. 입법부는 결국적으로 1억 5천만 달러로 결정하였는 데 이것은 1923년 동안 그가 혹은 그녀가 로즈우드에 살았던 것을 증명할 수 있었던 각각의 사람에게 15만 달러의 지불을 가능하게 하고 그들이 그 기간 동안 로즈우드에서 재산을 소유했던 조상이 있었다는 것을 입증한 후 기금을 신청할 수 있었던 사람들을 위하여 50만 달러의 공동 출자를 마련할 것이었다. 자동으로 증언한 4명의 생존자들은 자격이 있었고 다른 4명은 신청해야 했다. 전세계에서 400개 이상의 신청서들이 받아졌다.
로비 모틴은 이 시기 동안 생존자로서 앞으로 나왔다. 그녀는 자신이 1923년 로즈우드에 살았다는 것을 증명할 수 있었던 명단에 추가되는 데 단 한명으로 보상을 받은 총 9명이었다. 보상 받기는 일원들이 자신들 중에 싸우기 시작한 어떤 가족들을 변화시켰다. 다른이들이 자신들에게 유인물을 위하여 의문한 친구와 친척들의 언론을 피하는 목적에 숨으러 들어간 동안 어떤 후손들은 그것을 거부하였다. 그들의 형제·자매 중에 기금들을 나눈 후 어떤 후손들은 각각 100 달러 이상은 받지 않았다. 후에 플로리다주 교육부는 로즈우드 후손들과 소수 민족들을 위하여 로즈우드 가족 장학금 기금을 세웠다.

## 기억되는 로즈우드

### 다른 매체에서 표현
로즈우드 학살, 이어지는 침묵과 보상 청문회는 마이크 도소에 의하여〈심판의 날처럼 ː 로즈우드라 불린 마을의 파멸과 구원〉이라는 1996년 책의 주제였다. 그것은 뉴욕 타임스의 베스트셀러였으며 릴리언 스미스 책 상을 수상하여 자신들의 작품들에 인종 및 사회적 불평등을 강조하는 저자들에게 조지아 대학교 도서관과 남부 지역 의회에 의하여 수여되었다.
존 싱글턴 감독의 극적인 장편 영화 《로즈우드》(1997년)는 이 역사적 사건들을 기반으로 했다. 미니 리 랭글리는 세트 디자이너를 위한 출처로 지냈고 아넷 닥터는 컨설턴트로 기용되었다. 로즈우드와 섬너의 마을들의 재창조된 형태는 레비군에서 멀리 중부 플로리다주에 지어졌다. 영화각본 작가 그레고리 포이리어에 의하여 쓰여진 영화판은 마지못한 일종의 서부 스타일 영웅으로서 이용된 "만" (Mann)이라 불린 등장 인물을 창조하였다. 역사적 인물의 합성물들이 등장 인물들로서 이용되었고 영화는 행복한 결말의 가능성을 제공한다. 뉴욕 타임스에서 E. R. 시프는 캘리포니아주에서 싱글턴의 젊음과 배경이 로즈우드의 이야기를 맡아 경영하는 데 그의 의지에 공헌하였다. 그녀는 피해자들로서 흑인들의 이미지의 거절과 "흑인 가족들이 온전하고 사랑스럽고 번영하는 목가적인 과거와 자신이 올가미에서 벗어나 두개의 총열이 있는 흉포와 함께 폭도들에 대결하여 죽음으로부터 많은 여성과 어린이들을 구하는 흑인 슈퍼히어로"의 묘화를 언급한다. 싱글턴은 자신의 견해를 제시한다. - "나는 매우 깊었다 - 흑인들이 이 국가에서 향한 너무 많은 공포와 악이 여기에 뿌리를 두었기 때문에 난 두려움이 아닌 남부를 위한 깊은 경멸이라 부르리라 ... 그래서 어떤 방식들에 이것은 모든 것을 다루는 나의 방식이다."
영화의 평판은 섞였다. 시프는 싱글턴의 로즈우드 사건들의 가상 계정 만들기에 소감을 남겨 영화는 "많이 가정하고 그러고나서 더 많이 만든다."라고 말하였다. 영화판은 목격자들의 최고 기록보다 더욱 많은 죽음을 암시한다. 게리 무어는 로즈우드의 시민들이 반격하도록 영감을 주는 외부 인물들의 창조는 생존자에게 굴욕을 준다는 것을 믿고 부풀려진 사망자 수를 구체적으로 비판하여 영화는 "환상의 흥미있는 경험"이었다고 말하였다. 반면에 2001년 뉴욕 타임스의 스탠리 크라우치는 로즈우드를 싱글턴의 최고급 작품으로 묘사하여 "미국 영화의 역사상 인종 차별적 히스테리가 너무 분명하게 전혀 나타나지 않았다. 피부색, 계급과 성별은 포크너가 감사할 수준에 함께 짜여져 있다."고 썼다.

### 유산

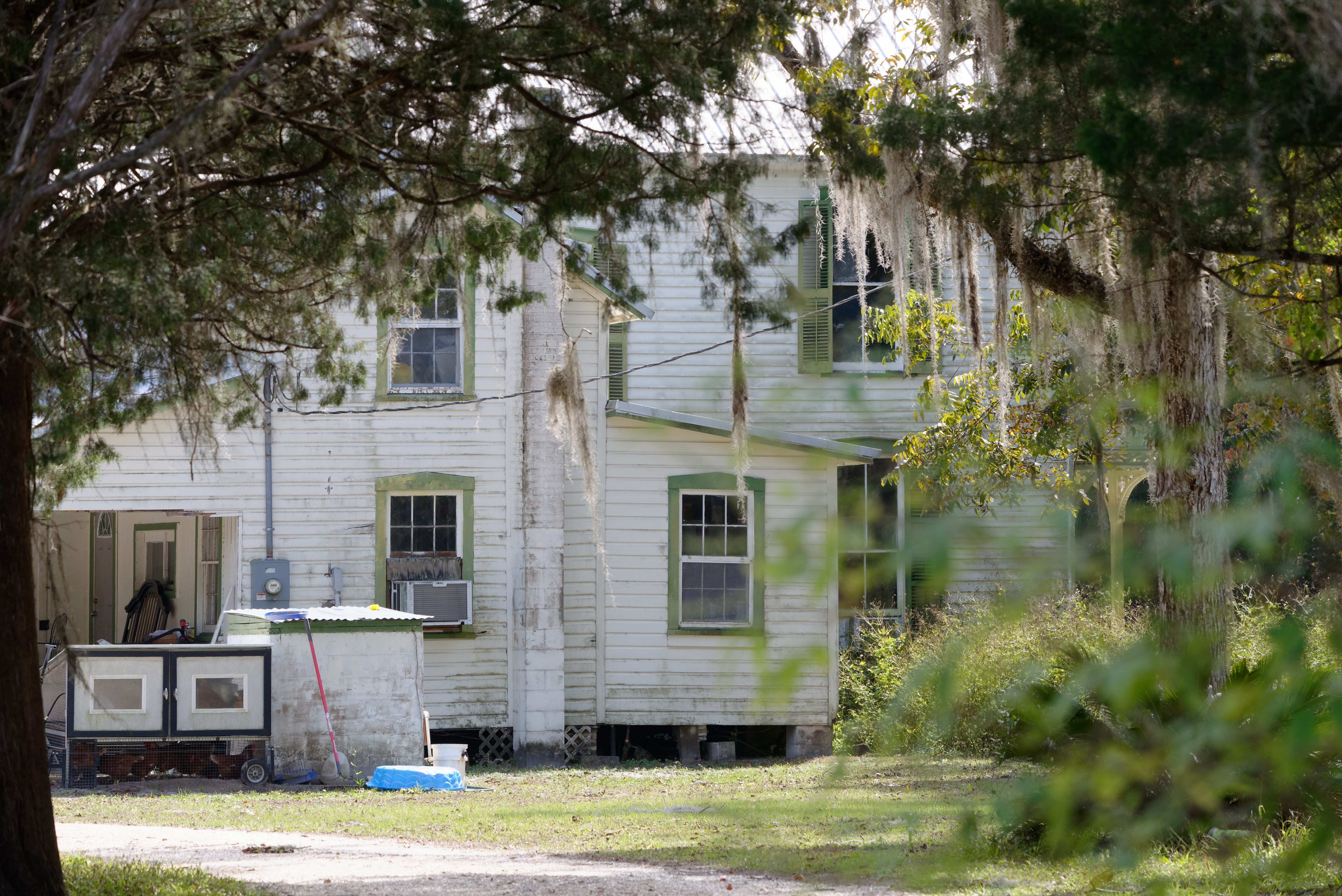
로즈우드에 남아있는 단 하나의 집

로즈우드에서 무슨 일이 있었던 것에 아무도 체포되지 않았다. 마을은 그 흑인과 백인 거주민들에 의하여 버려졌고 아무도 도로 이주하지 않았고 자신들의 대지를 잃은 대가로 아무도 보상받지 않았으며 마을은 더 이상 존재하지 않는다.
공식적으로 1923년 1월의 첫주 동안 기록된 사망자 수는 8명 (6명의 흑인과 2명의 백인)이었다. 어떤 생존자들의 이야기들은 최대 27명의 흑인 거주민들이 살해되었다는 것을 주장하며 그들은 또한 신문들이 백인 사망자들의 총수를 보고하지 않았다는 것을 단언하였다. 캐리어 가족의 집이 포위되었을 때 거기에 있었던 미니 리 랭글리는 자신이 집을 떠났을 때 현관에서 많은 백인들의 시체를 넘어갔다는 것을 상기한다. 1984년에 발행된 신문 기사는 최대 150명의 희생자로 과장되었을지도 모를 추정치라고 밝혔다. 어떤 목격자들은 흑인들의 시체와 함께 채워졌던 대량 무덤을 봤다는 것을 주장하며 그들 중에 한명은 26명의 시체들이 세다키로부터 가져온 쟁기와 함께 덮어진 것을 본 것을 기억한다. 하지만 당국이 이러한 주장을 조사할 때까지 대부분의 목격자들이 사망하고 혹은 이야기들을 확인하는 데 그들을 현장으로 지도하는 데 너무 늙거나 허약하였다.
플로리다주는 2004년 로즈우드를 플로리다주 유산 기념물로 선언하였고 피해자들을 명명하고, 그후에 공동체의 파괴를 국도 24에 역사적 표식을 세웠다. 교회, 비지니스와 몇몇의 집들, 현저하게 존 라이트의 저택을 포함하여 공동체 안에서 흩어져 있는 구조물들이 남아있다. 자신의 사망 당시 학살의 마지막 생존자로 알려진 메리 홀 대니얼스는 2018년 5월 2일 잭슨빌에서 98세의 나이로 사망하였다. 이전에 로지우드 학살의 생존자로 공개적으로 식별되지 않았던 베라 고인스-해밀턴은 2020년 래쿠치에서 100세의 나이로 사망하였다.
로즈우드의 후손들은 플로리다주와 전세계 둘다에서 학살에 관하여 교육을 시키는 목적에 로즈우드 헤리티지 유산 재단과 리얼 로즈우드 재단을 형성하였다. 로즈우드 헤리티지 재단은 로즈우드의 역사와 공격들을 나누는 목적에 국제적으로 순회하는 여행 전시회를 창조하였으며 영구적 전시는 데이토나비치에 있는 베슌-쿡먼 대학교의 도서관에 수용되었다. 리얼 로즈우드 재단은 로즈우드의 역사를 보존을 돕는 중부 플로리다주에서 주민들에게 다양한 인도주의적 상을 수여한다. 조직은 또한 보안관 로버트 워커, 존 브라이스와 윌리엄 브라이스의 후손들에게 숨은 공로자 상을 수여하면서 공격들이 있던 동안 흑인들을 보호한 로즈우드 거주민들을 인식하였다. 리얼 로즈우드 재단의 전무 이사이자 로즈우드 학교 교사의 조카딸 리지 젱킨스는 로즈우드의 유산을 최신 상태로 유지하기 위하여 그녀의 관심을 설명하였다. -

많은 사람들이 이런 종류의 역사에 관하여 듣고 싶지 않기 때문에 그것은 많은 세월에 이 이야기를 말하는 투쟁으로 지내왔다.  사람들을 그것과 관련이 없거나 그냥 그것에 대하여 듣고 싶지 않다.  그러나 엄마는 내가 계속 그것을 말하는 데 나에게 살려달라고 말하였다 ... 그것은 슬픈 이야기이나 모두가 들어야 하는 것으로 내가 생각하는 것이다.

2020년 플로리다주는 로즈우드 가족 장학금 프로그램을 설립하여 해마다 로즈우드의 직계 후손들인 최대 50명의 학생들에게 각각 6,100 달러를 지불한다.

## 같이 보기
- 붉은 여름